# 빌딩 정보 모델링
빌딩 정보 모델링(Building information modeling, BIM)은 어느 장소의 물리적, 기능적 특징들의 디지털 표현들을 생성, 관리하는 프로세스이다. BIMs(Building information models)는 건물이나 기타 건축 자산과 관련한 의사 결정을 지원하기 위해 추출, 교환, 네트워크화할 수 있는 파일들(반드시 사유 데이터를 포함하거나 꼭 사유 포맷만은 아님)이다. 현재의 BIM 소프트웨어는 물, 전기, 가스, 통신 시설, 도로, 다리, 터널 등의 다양한 하부구조들을 계획, 설계, 건축, 운영, 관리하는 개인, 사업체, 정부 기관이 사용한다.

## 기원 및 요소
BIM의 개념은 1970년대부터 존재하여 왔다.
오늘날 쓰이는 BIM의 관점에서 "빌딩 모델"이라는 용어는 1980년대 중순에 논문에 처음 사용되었다: 1985년 논문에서 사이먼 러플(Simon Ruffle)이 1986년 게시하였고 나중에 1986년 논문에서 당시 RUCAPS 소프트웨어의 개발자로서 GMW 컴퓨터에서 일했던 로버트 아이시(Robert Aish)가 런던의 히드로 국제공항에 소프트웨어를 사용하면서 언급하였다. "빌딩 정보 모델"(Building Information Model)이라는 용어는 G.A. van Nederveen과 F. P. Tolman이 쓴 1992년 논문에 처음 등장하였다.

## 같이 보기
- 데이터 모델
- 디지털 트윈
- 오픈스트리트맵
- 설비관리